# Hanão (filho de Bomílcar)
Hanão, filho de Bomílcar, foi um dos mais distintos oficiais de Aníbal, o grande general cartaginês, em sua expedição pela península Itálica. Segundo Apiano, era sobrinho de Aníbal, o que, por conta de sua idade e pelo relato de Políbio, é bastante duvidoso ou até mesmo impossível. Em todo caso, foi um militar de alta patente e um personagem muito importante da Segunda Guerra Púnica, filho de um dos sufetes de Cartago.
É possível que seja o mesmo Hanão, o Velho, que lutou na primeira metade da guerra.

## História
Em 207 a.C., um comandante chamado Hanão aparece em Metaponto, mas é provável que este tenha sido um personagem diferente. Em 203 a.C., um Hanão foi nomeado sucessor de Asdrúbal Giscão como comandante das forças cartaginesas na África e este foi chamado por Apiano de "filho de Bomílcar". É possível que seja o mesmo personagem que Hanão, o Velho, que lutou na primeira parte da guerra com Aníbal, mas não se sabe quando ele retornou à África.
Foi o comandante cartaginês na última fase da guerra. Planejou incendiar o acampamento Públio Cornélio Cipião juntamente com Asdrúbal Giscão, que era, legalmente, um fora-da-lei, mas o plano foi descoberto e não foi adiante. Um ataque ao acampamento de Cipião, perto de Útica, foi rechaçado e, depois disto, aparentemente permaneceu esperando a volta de Aníbal da Itália, que chegou e assumiu o comando. Depois disto, não foi mais mencionado nas fontes.